# Clarkia lewisii
Clarkia lewisii là một loài thực vật có hoa trong họ Anh thảo chiều. Loài này được P.H.Raven & D.R.Parn. mô tả khoa học đầu tiên năm 1977 publ. 1978.